# Corethamnium
Corethamnium là một chi thực vật có hoa trong họ Cúc (Asteraceae).

## Loài
Chi Corethamnium gồm các loài: